# Жанаєсільський сільський округ
Жанаєсі́льський сільський округ (каз. Жаңаесіл ауылдық округі, рос. Жанаесильский сельский округ) — адміністративна одиниця у складі Цілиноградського району Акмолинської області Казахстану. Адміністративний центр — село Жанаєсіль.
Населення — 3145 осіб (2021; 3431 у 2009, 3171 у 1999, 3864 у 1989).
Станом на 1989 рік існувала Новоішимська сільська рада (села Мортик, Новоішимка, Садове), село Семеновка перебувало у складі Максимовської сільської ради. Пізніше село Садове відійшло до складу Приозерного сільського округу. До 2018 року округ називався Новоішимським.

## Склад
До складу округу входять такі населені пункти:
| Населений пункт       | Населення, осіб (1989) | Населення, осіб (1999) | Населення, осіб (2009) | Населення, осіб (2021) |
| --------------------- | ---------------------- | ---------------------- | ---------------------- | ---------------------- |
| Жанаєсіль, село       | 2541                   | 1951                   | 2179                   | 2207                   |
| Караменди-батир, село | 997                    | 935                    | 1004                   | 776                    |
| Мортик, село          | 326                    | 285                    | 248                    | 162                    |